# オラントラム
オラントラム（アラビア語: ترامواي وهران、英語: Oran tramway、フランス語: Tramway d'Oran）は、アルジェリアの都市・オラン市内を走る路面電車（ライトレール）。2013年から営業運転を開始した。

## 歴史
2006年、アルジェリアの各都市の公共交通事業を受け持つ国営会社のEMA（Entreprise Metro d’Alger）は、各都市の道路の慢性的な混雑解消や公共交通の拡充のため、主要都市に路面電車（ライトレール）を建設するプロジェクトを発表した。アルジェリア第二の都市・人口120万人を誇るオランの路面電車・オラントラムも、その一環として計画が始まったものである。
かつてオラン市内には1899年に開通した軌間1,055 mmの路面電車網が存在したが1951年までに廃止され、その代替として登場したトロリーバスも1969年に営業運転を終了した。オラントラムはそれらとは別に計画されたもので、2006年にフランスのコンサルタント企業であるインジェロップ（Ingérop）により検討が始まり2008年からアルストム（フランス）とイソリュックス・コルサン（スペイン）のコンソーシアムにより高架橋や地下道の建設などを含む大規模な工事が始まったが、その後の工程の遅延により、オラン市内の新たな路面電車網であるオラントラムの開通は2013年5月1日となった。
路面電車の運営は、フランスやアルジェリアの公共交通事業者の共同出資によって設立された、アルジェリア国内の路面電車を運営するSETRAM（Société d’Exploitation des Tramways）によって行われる。

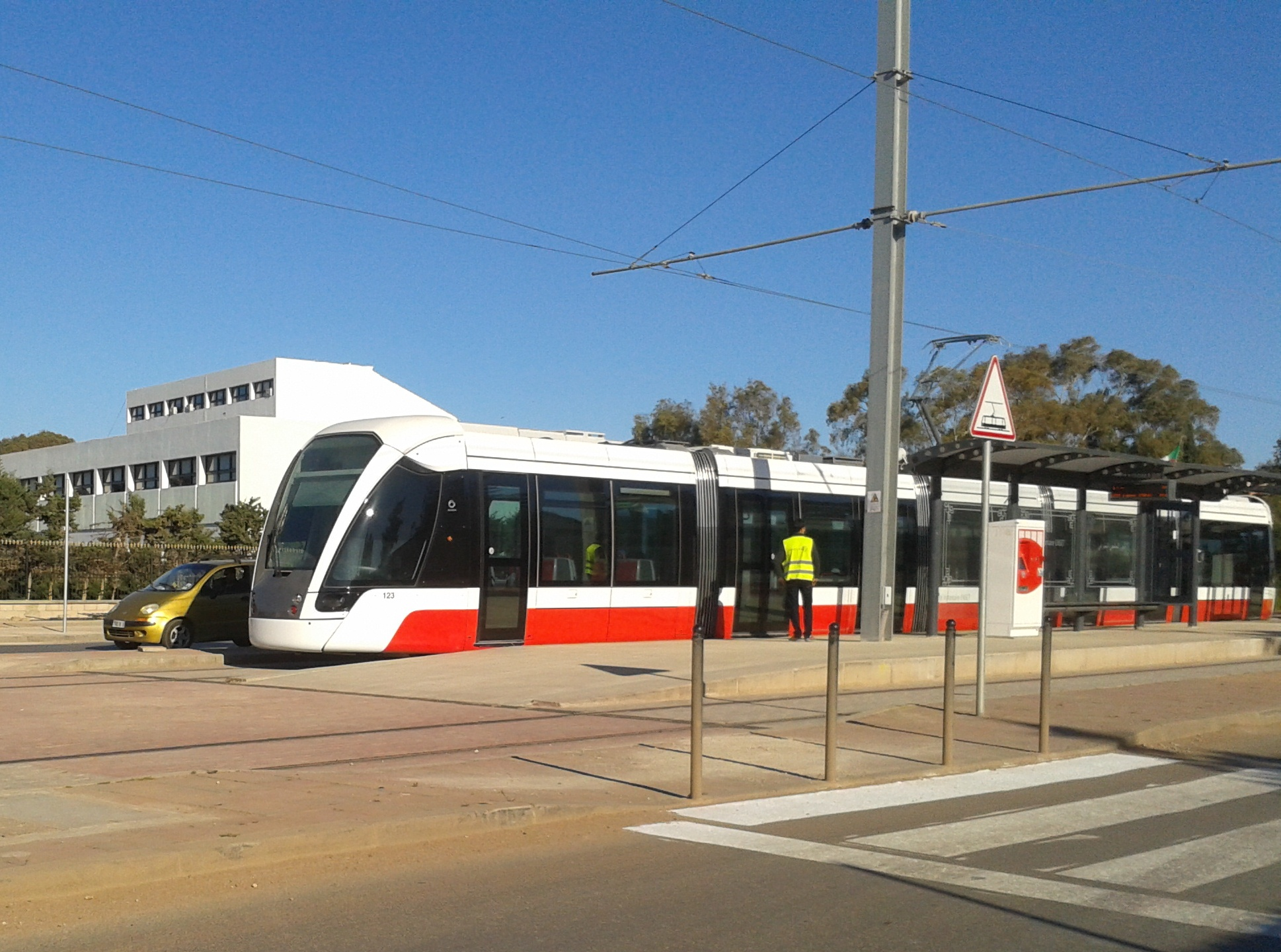
開通前の試運転（2013年4月撮影）

## 運行
2020年現在、オラントラムはエス・セニア（Es Sénia）とシディ・マルーフバスステーション（Gare Routière Sidi Maarouf）を結ぶ全長18.7 km、32の電停を有する路線で運行を行っている。大半の区間は複線だが、オラン市内中心部・11月11日広場を通過する区間は単線になっており、進行方向により経由するルートが異なっている。車両基地はシディ・マルーフバスステーション付近にある他、エス・セニアにも最大6両の車両が停車可能な留置線が存在する。所要時間はシディ・マルーフバスステーション方面が64分、エス・セニア方面が62分で、最短8分間隔、最大でも10分間隔という高頻度運転が実施されている。1日の利用客数は90,000人を記録している。
運賃は片道40ディナールで、他にも5日間利用可能な乗車券が320ディナール、1ヶ月間利用可能な定期券「Tawassol」が1,500ディナールで発行されている。また25歳未満や60歳以上の乗客については「Tawassol」の割引が行われる。

## 車両

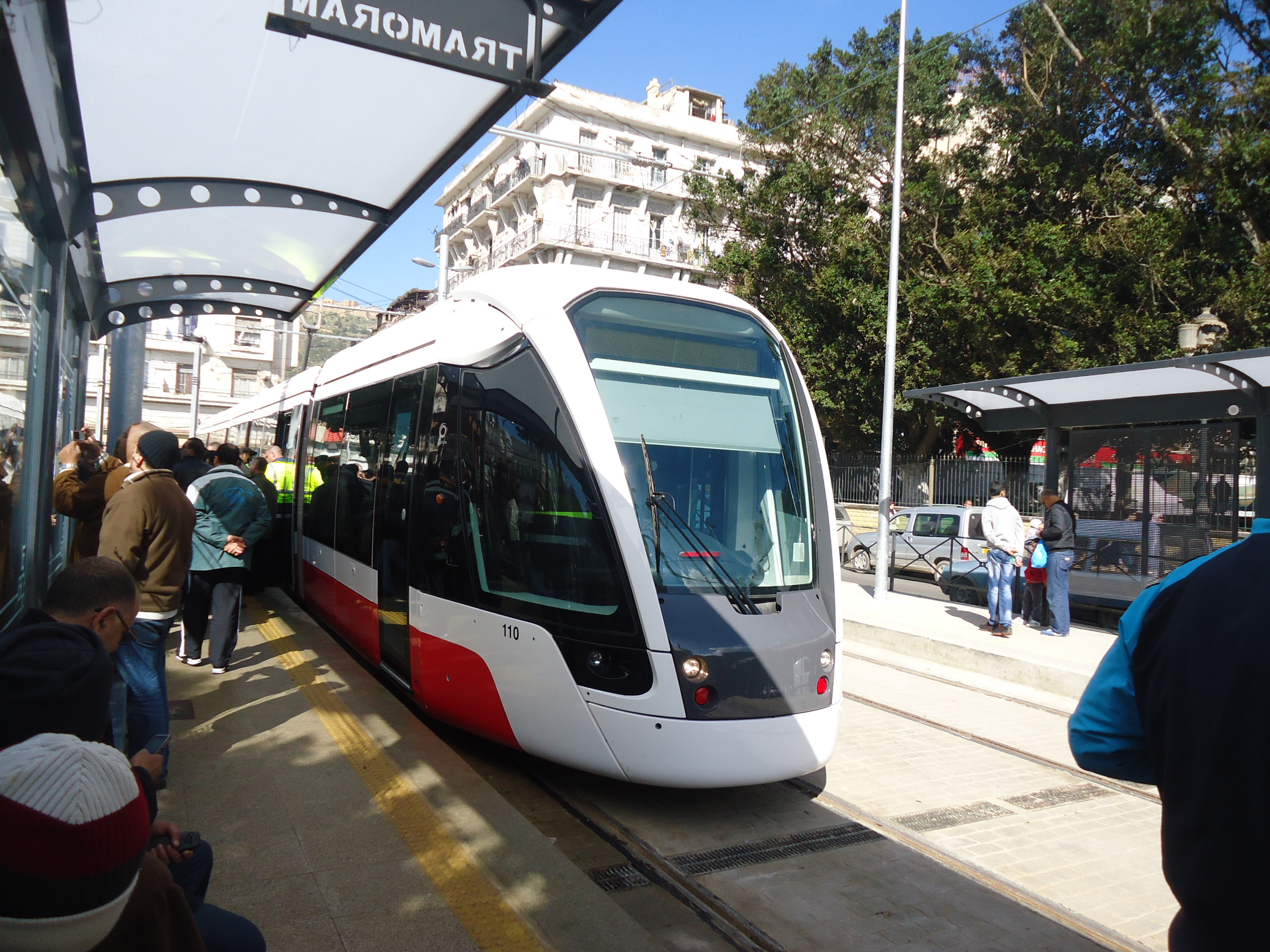
シタディス302（2013年撮影）

オラントラムで使用されているのは、フランスの鉄道車両メーカーであるアルストムが世界規模で展開する超低床電車・シタディス302である。全車とも両運転台式の5車体連接車で、開業に向けて製造された1次車はスペインのバルセロナにあるアルストムの工場で作られた。通常は23両が営業運転に使用され、2両は予備車として車庫に待機し、残りの車両は整備が実施されている。
次項で述べる増備予定分も含めた主要諸元は以下の通り。ただし、下記の車両のうち1両（129）については2016年に起きた脱線事故により車体を損傷し、長期に渡って運用を離脱している。
| 主要諸元                      | 主要諸元                      | 主要諸元    | 主要諸元 | 主要諸元 | 主要諸元 | 主要諸元 | 主要諸元 | 主要諸元 | 主要諸元 | 主要諸元                 |
| 両数                          | 車両番号                      | 編成        | 運転台   | 全長     | 全幅     | 着席定員 | 定員     | 低床率   | 軌間     | 備考・参考               |
| ----------------------------- | ----------------------------- | ----------- | -------- | -------- | -------- | -------- | -------- | -------- | -------- | ------------------------ |
| 30両(1次車) 17両(2次車、予定) | 101-130(1次車) 131-147(2次車) | 5車体連接車 | 両運転台 | 33,000mm | 2,650mm  | 72人     | 253人    | 100%     | 1,435mm  | [ 1 ] [ 4 ] [ 6 ] [ 10 ] |

## 今後の予定
オラントラムにはオラン・エス・セニア空港まで向かう路線を含む3つの延伸計画が存在しており、全て完成した場合路線の総延長は48.8 kmに拡大するが、石油価格の下落などで生じた財政難の影響から2020年の時点で建設開始には至っていない。
一方、これらの延伸計画および事故で長期運用離脱中の車両の代替として、オラントラムでは17両（131 - 147）の車両の増備も進められており、2019年の時点で129の代替として営業運転に投入されている133を含めた9両（131 - 138、141）が納入されている。これらの車両については、スペインのアルストム工場で製造された部品を用いアルジェリア国内で最終組み立てが実施されている。

## 参考資料
- TAUT「BLACK GOLD PAYS FOR ALGERIAN LRT DEVELOPMENT」『Tramways & Urban Transit No.916』第77巻、LRTA、2014年4月、152-155頁、2020年6月6日閲覧。
- TAUT「ALGERIA’S TRAMWAY REVOLUTION Part One」『Tramways & Urban Transit No.983』第82巻、LRTA、2019年11月、415-420頁、2020年6月6日閲覧。